# Shetland Sixern

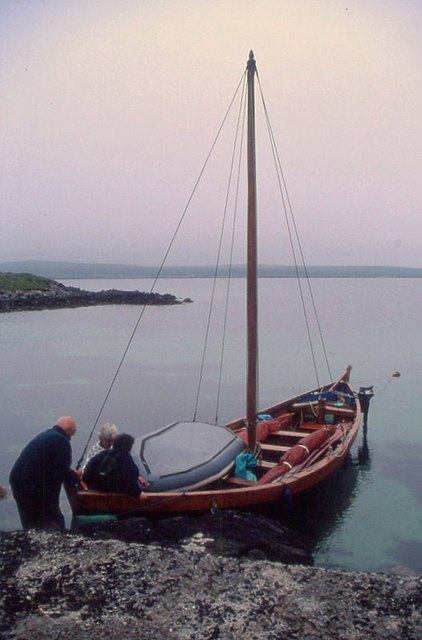
Der Shetland Sixern Far Haaf

Der Shetland Sixern (deutsch Shetland-Sechsriemen), auch Sixareen ist ein kleiner britischer Fischereisegelbootstyp.

## Geschichte
Der Bootstyp wurde auf den Shetland-Inseln zum Seefischen verwendet. Der Beginn seiner Verwendungszeit liegt in der ersten Hälfte des 19. Jahrhunderts. Zu Beginn importierte man auf den Shetland-Inseln komplette Bausätze der Boote aus Norwegen, von wo auch der Name stammt (Seksring bedeutet auf Norwegisch „Sechsriemen“). Ab Mitte des 19. Jahrhunderts importierte man aufgrund höherer Einfuhrabgaben nur noch das benötigte Tannenholz und baute die Boote selber. Schon zum Ende des Jahrhunderts war der Bootstyp von moderneren Booten weitestgehend verdrängt. Originale Boote sind nicht erhalten, der Nachbau Far Haaf aus den 1980er Jahren wurde bei einem Schlechtwetter zerstört, ein anderer Nachbau existiert noch.

## Bauweise
Die offenen und im Verhältnis schlanken Boote erinnern an die Bauweise der Langboote, weisen aber zahlreiche Eigenheiten, wie eiserne Beschläge auf. Der in Klinkerbauweise gefertigte hölzerne Rumpf der Arbeitssegler ist vorne und achtern spitz zulaufend. Die „Hauptantriebsquelle“ sind die sechs namengebenden Riemen, die von den normalerweise sechs Mann Besatzung bedient werden. Auf Grund des einzelnen etwas vorlicher als mittig angebrachten Mast mit Luggersegel haben die Boote keinen Bugspriet oder andere Überhänge. Zum Steuern dient eine Ruderpinne.
Im Inneren ist das Boot durch die Duchten in sechs Abteilungen geteilt, denen jeweils bestimmte Aufgaben zugewiesen sind.
Da die Boote aufgrund ihrer Bauart bei Schlechtwetter auf See nicht beiliegen, sondern ausschließlich mit dem Steven in der See abwettern konnten, wurden manche bei langen Westwindphasen bis an die norwegische Küste getrieben. Es gingen während der Verwendungszeit zahlreiche Boote mit ihren Besatzungen unter.